# Bas Maliepaard
Bastiaan „Bas” Maliepaard (ur. 3 kwietnia 1938 w Willemstad, zm. 11 lipca 2024) – holenderski kolarz szosowy i torowy, srebrny medalista szosowych mistrzostw świata.

## Kariera
Największy sukces w karierze Bas Maliepaard osiągnął w 1959 roku, kiedy zdobył srebrny medal w wyścigu ze startu wspólnego amatorów podczas szosowych mistrzostw świata w Zandvoort. W zawodach tych wyprzedził go jedynie Gustav-Adolf Schur z NRD, a trzecie miejsce zajął Belg Constant Goosens. Był to jednak jedyny medal wywalczony przez Maliepaarda na międzynarodowej imprezie tej rangi. Ponadto wygrał między innymi Omloop der Kempen i Ronde van Overijssel w 1959 roku, Circuit d'Aquitaine w 1963 roku oraz Circuit de la Vienne w 1964 roku. Trzykrotnie startował w Vuelta a España, zajmując między innymi czwarte miejsce w klasyfikacji generalnej i pierwsze w klasyfikacji punktowej w 1963 roku. Wygrał przy tym piąty etap tej edycji. Czterokrotnie startował w Tour de France, najlepszy wynik osiągając w 1962 roku, kiedy zajął 47. miejsce w klasyfikacji generalnej. Startował także na torze, zdobywając między innymi brązowy medal mistrzostw Holandii w indywidualnym wyścigu na dochodzenie w 1960 roku. Nigdy nie wystąpił na igrzyskach olimpijskich. Jako zawodowiec startował w 1959-1967.